# Bye Bye Blackbird
Bye Bye Blackbird ist eine Komposition von Ray Henderson, mit dem Text von Mort Dixon. Der Song wurde im Jahr 1926 veröffentlicht.

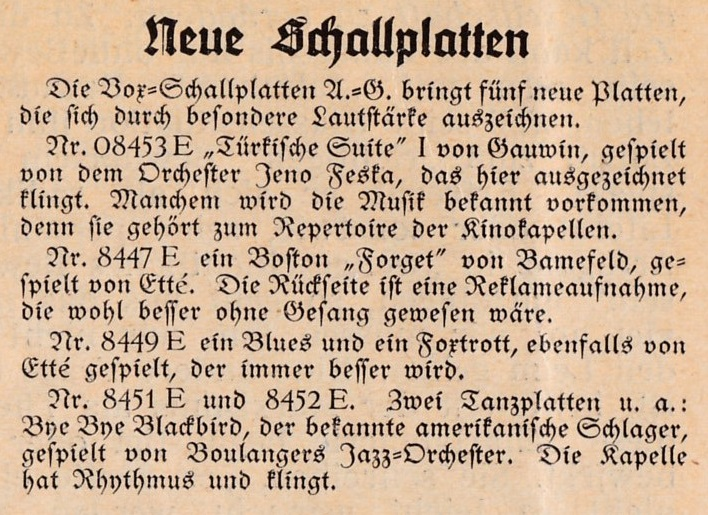
Bei der Vox Schallplatten AG erschien der Titel 1927

Der kinderliedhafte Song „Bye Bye Blackbird“  ist ein Standard der populären Musik; seine erste Version wurde 1926 von Gene Austin aufgenommen und gelangte in der Hitparade bis auf den ersten Platz und hielt sich zwölf Wochen in den Charts. Auch weitere Aufnahmen aus dem gleichen Jahr durch Nick Lucas, Bennie Krueger und Leo Reisman verkauften sich gut. 1948 schaffte es Russ Morgan and His Orchestra ebenfalls mit dem Song in die Hitparaden zu kommen.
In Berlin nahm der rumänische Violinist Georghes Boulanger mit seinem Konzert-Jazz-Orchester den Titel im März 1927 bei Vox auf. Die Platte kam im Mai in den Handel.
Bis 1950 war der Song bei Jazzsängern nicht sonderlich beliebt. Neben den zahlreichen Vokalversionen wie von Eddie Cantor, Carmen McRae, Judy Garland, Etta Jones, Nina Simone, Sarah Vaughan und Esther Phillips wurde „Bye Bye Blackbird“ auch zu einem Jazz-Standard; John Coltrane baute auf dem Klassiker im November 1962 „eine brillante, nahezu freie Improvisation auf“. Coltrane erhielt dafür posthum 1981 den Grammy Award für die beste Jazz-Instrumentalaufnahme.
Der Titel stand lange im Programm des klassischen Miles Davis Quintetts; dort hatte Coltrane ihn des Öfteren gespielt, wie auf dem Album ’Round About Midnight 1957 und auf dem Newport Jazz Festival 1958. Im April 1961 nahm Davis erneut den Song auf, diesmal mit Hank Mobley am Saxophon.
Ben Webster und Oscar Peterson spielten „Bye Bye Black Bird“ 1961; weitere Versionen stammen von Albert Ayler, Roland Kirk, Milt Jackson, Sonny Stitt, Ray Brown, Ahmad Jamal, Roy Eldridge und Clark Terry/Bob Brookmeyer. 1975 verwendete Rahsaan Roland Kirk den Song mehrfach auf seinem Konzeptalbum The Case of the 3 Sided Dream in Audio Color.
Rickie Lee Jones interpretierte den Song 1991, begleitet von Joe Henderson auf ihrem Album Pop Pop. Keith Jarrett nahm mit seinem Trio ein Album mit diesem Titel als Nachruf auf Miles Davis auf. Weitere zeitgenössischere Interpretationen lieferten Joe Cocker, Jacky Terrasson, Fred Hersch und Till Brönner. Der Song fand auch Verwendung in Filmen wie Schlaflos in Seattle, Public Enemies (2009) interpretiert von Diana Krall oder mit anderem Text „Bye Bye Tatort“ gesungen von Manfred Krug und Charles Brauer in dem letzten Tatort-Krimi, den die beiden als Fernseh-Kommissare gemeinsam bestritten. Paul McCartney veröffentlichte seine Version im Jahr 2012 auf dem Album Kisses on the Bottom.
Eine Instrumentalversion von „Bye bye Blackbird“ erschien 1959–1960 von Johnny and the Hurricanes.